# Aspach (Górny Ren)
Aspach – miejscowość i gmina we Francji, w regionie Grand Est, w departamencie Górny Ren.
Według danych na rok 1990 gminę zamieszkiwało 887 osób, 211 os./km².